# 切爾沃納多利納 (捷普利克區)
48°36′48″N 29°43′21″E / 48.61333°N 29.72250°E
切爾沃納多利納（烏克蘭語：Червона Долина），是烏克蘭的村落，位於該國西南部文尼察州，由海辛區負責管轄，始建於1922年，面積0.06平方公里，海拔高度189米，2001年人口202，人口密度每平方公里3,156.25人。